# 達戈尼亞 (密蘇里州)
達戈尼亞（英語：Dagonia）是位於美國密蘇里州雷諾茲縣的非建制地區。

## 歷史
達戈尼亞的郵局於1897年設立，其後於1917年停運。

## 地理
達戈尼亞所處的海拔為高於海平面280米（即919英呎），而該地所採用的時區為UTC-6，即北美中部時區（CST）。同時該地設有夏令時間，為UTC-6調快一小時，即UTC-5（CDT）。